# 1979 Sakharov
1979 Sakharov è un asteroide della fascia principale. Scoperto nel 1960, presenta un'orbita caratterizzata da un semiasse maggiore pari a 2,3746509 UA e da un'eccentricità di 0,1001509, inclinata di 6,04796° rispetto all'eclittica.
L'asteroide è dedicato al fisico sovietico Andrej Dmitrievič Sacharov.